# Kanako Ito (voetbalster)
Kanako Ito (伊藤 香菜子, Itō Kanako, Nerima, 20 juli 1983) is een Japans voetbalster die als middenvelder speelt bij Chifure AS Elfen Saitama.

## Carrière

### Clubcarrière
Ito begon haar carrière in 1999 bij Nippon TV Beleza. Met deze club werd zij in 2000, 2001, 2002, 2005, 2006, 2007, 2008 en 2010 kampioen van Japan. Ze tekende in 2013 bij AS Elfen Saitama. Daarna speelde zij INAC Kobe Leonessa (2015), Chifure AS Elfen Saitama (2016) en Nippon Sport Science University Fields Yokohama (2017). Ze tekende in 2018 bij Chifure AS Elfen Saitama.

### Interlandcarrière
Ito maakte op 5 augustus 2001 haar debuut in het Japans vrouwenvoetbalelftal tijdens een wedstrijd tegen China.
Zij nam met het Japans elftal onder 20 deel aan de WK onder 19 in 2002.
Ze heeft 13 interlands voor het Japanse vrouwenelftal gespeeld en scoorde daarin drie keer.

## Statistieken
| Japans vrouwenvoetbalelftal | Japans vrouwenvoetbalelftal | Japans vrouwenvoetbalelftal |
| Jaar                        | Wed.                        | Dlp.                        |
| --------------------------- | --------------------------- | --------------------------- |
| 2001                        | 6                           | 2                           |
| 2002                        | 3                           | 0                           |
| 2003                        | 0                           | 0                           |
| 2004                        | 0                           | 0                           |
| 2005                        | 0                           | 0                           |
| 2006                        | 0                           | 0                           |
| 2007                        | 1                           | 1                           |
| 2008                        | 0                           | 0                           |
| 2009                        | 0                           | 0                           |
| 2010                        | 0                           | 0                           |
| 2011                        | 0                           | 0                           |
| 2012                        | 3                           | 0                           |
| Totaal                      | 13                          | 3                           |